# HBS-Craeyenhout
H.B.S. Craeyenhout, sau pe scurt HBS, este o uniune sportivă din Haga, Țările de Jos.  HBS are mai multe secții sportive (cluburi sportive) în care se practică diverse sporturi, dintre care ramurile sportive cu rezultate sau cu istoric notabil sunt: fotbal, cricket și hochei.
Echipa de fotbal a clubului a devenit în trecut campioană națională.